# René Debruyne
René Aimé Debruyne (Roesbrugge-Haringe, 12 augustus 1868 - Gent, 3 december 1941), was een Belgisch syndicalist en politicus voor het Katholiek Verbond van België.

## Levensloop
René Debruyne was amper 2,5 jaar toen zijn vader is overleden. Moeder werd dement en geplaatst in een instelling in Kortrijk. Hij werd als 10-jarige opgenomen in het landbouwersgezin Nevejans in Melle en verliet toen Haringe. Toen hij zestien was werd hij bakkersgast in Gent en sloot zich aan bij de Anti-Socialistische Werkliedenbond en bij de studiekring die geleid werd door Arthur Verhaegen.
Toen hij achttien was, stichtte hij een vakbond voor bakkersgasten en in 1896 werd hij secretaris van de verenigde Gentse anti-socialistische vakverenigingen en het Middencomité. In 1902 werd hij de eerste medewerker van pater Georges Rutten, medestichter van het Algemeen Christelijk Vakverbond (ACV). Hij werd belast met de uitbouw van de vakbond in Oost- en West-Vlaanderen. Samen met kanunnik Achiel Logghe bezocht hij de parochiepriesters van het bisdom Brugge om ze van het belang te overtuigen van het christelijk syndicalisme.
In 1910 werd hij ook voorzitter van het Gewestelijk Verbond der Steenbakkersverenigingen van de Schelde- en Rupelboorden. Hij was aanwezig bij de stichting van het ACV in 1912, waarna hij in 1913 nationaal secretaris van het ACV werd en nationaal voorzitter van 1919 tot 1921 en van 1923 tot 1932. Hij was de eerste betaalde vrijgestelde in de arbeidersbeweging. Hij was tevens lid van het redactiecomité van dagblad Het Volk. In de regionale kantoren van het ACV te Gent werd een vergaderzaal naar hem genoemd.
Debruyne werd in november 1921 tot katholiek volksvertegenwoordiger verkozen voor het kiesarrondissement Brugge en bleef dit mandaat onafgebroken uitoefenen tot april 1939. In het parlement interesseerde hij zich hoofdzakelijk voor sociale problemen. In 1929 diende hij een wetsvoorstel in voor de organisatie van het jaarlijks verlof.

## Publicaties
- De vakorganisatie der nijverheidswerklieden, 1914.
- Praktische werking voor degelijke werkmanskringen en werkliedenbonden, 1914.
- Aan de voormannen van de christene vakbeweging. Practische raadgevingen uit eigen levenservaring, 1921.
- De hangende organisatievraagstukken, in: De Gids op maatschappelijk gebied, 1921, blz. 225-256.
- Bureelen voor sociale raadpleging, 1929.

## Voetnoot
1. ↑  WEYNS Katrien, Fiche ACV Textura, ODIS

- Digitale Bibliotheek voor de Nederlandse Letteren: debr014
- Virtual International Authority File: 755153184538327100004